# E6 (Maleisië)

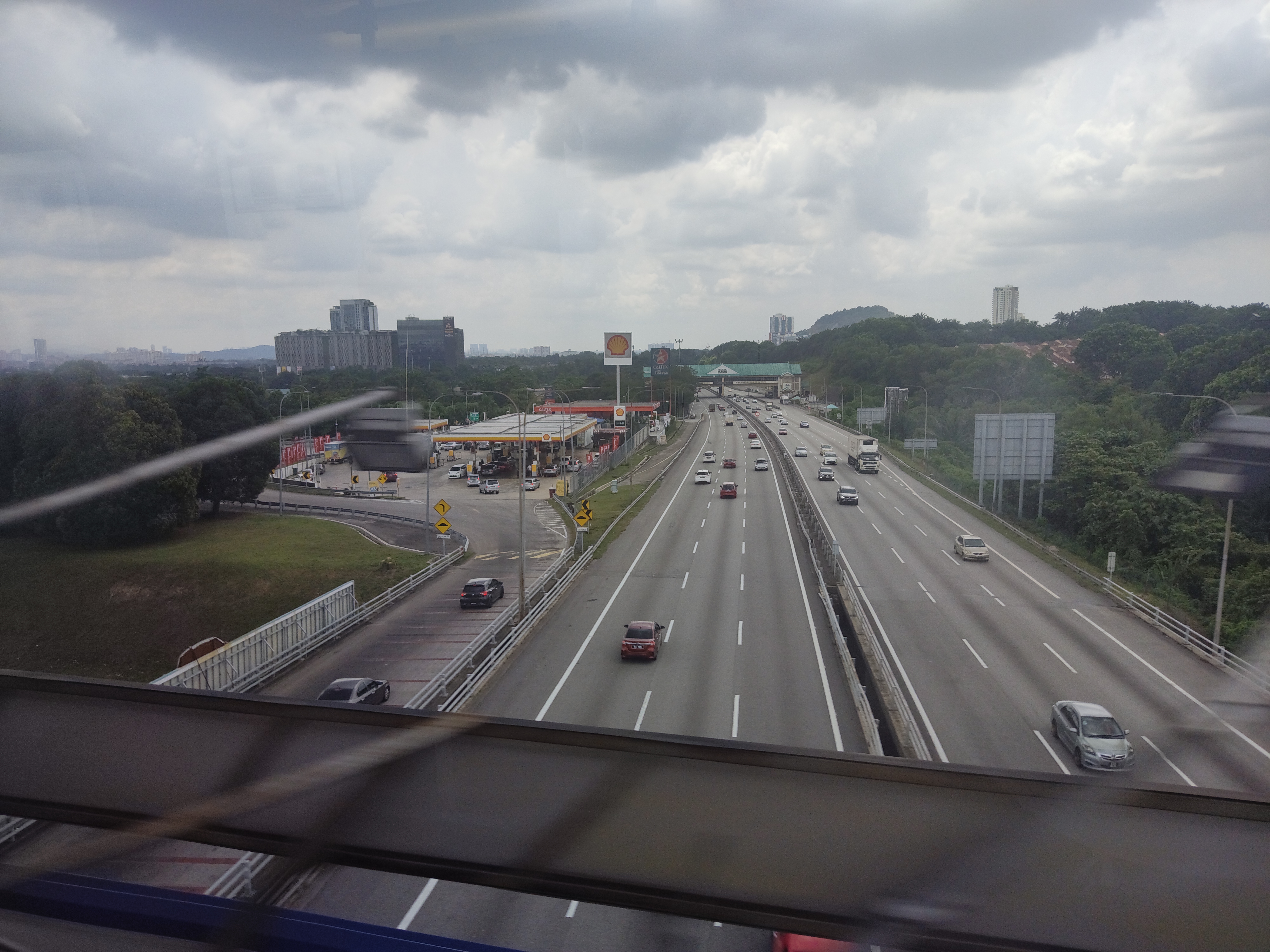
De E6

De E6 of Lebuhraya Utara–Selatan Lingkaran Tengah (ELITE) (North-South Expressway Central Link) is een autosnelweg in Maleisië. De snelweg is 63 kilometer lang en vormt een verbinding tussen de E1 en E2 om Kuala Lumpur heen. De E5 werd aangelegd tussen 1994 en 1996.
E1 ·
E2 ·
E3 ·
E4 ·
E5 ·
E6 ·
E7 ·
E8 ·
E9 ·
E10 ·
E11 ·
E12 ·
E13 ·
E14 ·
E15 ·
E16 ·
E17 ·
E18 ·
E19 ·
E20 ·
E21 ·
E22 ·
E23 ·
E24 ·
E25 ·
E26 ·
E27 ·
E28 ·
E29 ·
E30 ·
E31 ·
E32 ·
E33 ·
E35 ·
E36 ·
E37 ·
E38 ·
E39 ·